# Veselá (ort i Tjeckien, lat 50,55, long 15,31)
Veselá är en ort i Tjeckien. Den ligger i den centrala delen av landet, 80 km nordost om huvudstaden Prag. Veselá ligger 369 meter över havet och antalet invånare är 208.
Terrängen runt Veselá är kuperad åt nordost, men åt sydväst är den platt. Runt Veselá är det tätbefolkat, med 493 invånare per kvadratkilometer. Närmaste större samhälle är Jičín, 12,5 km söder om Veselá. Trakten runt Veselá består till största delen av jordbruksmark.